# La Mothe-Achard
 La Mothe-Achard  ist eine ehemalige französische Gemeinde mit zuletzt 3263 Einwohnern (Stand: 1. Januar 2021) im Département Vendée in der Region Pays de la Loire; sie gehörte zum Arrondissement Les Sables d’Olonne und zum Kanton Talmont-Saint-Hilaire.
La Mothe-Achard wurde mit Wirkung vom 1. Januar 2017 mit La Chapelle-Achard zur Commune nouvelle Les Achards zusammengelegt. Der ursprüngliche Status als Commune déléguée wurde in einer Sitzung des Gemeinderats am 28. August 2023 widerrufen.

## Geographie
Nördlich des Ortes verläuft der Fluss Auzance.

## Bevölkerungsentwicklung
| Jahr      | 1962  | 1968  | 1975  | 1982  | 1990  | 1999  | 2007  | 2013  |
| Einwohner | 1.203 | 1.230 | 1.400 | 1.793 | 1.918 | 2.051 | 2.381 | 2.870 |

## Sehenswürdigkeiten
- Das Schloss Brandois (19. Jahrhundert). Im 15. Jahrhundert hieß auch die Gemeinde Brandois.

## Gemeindepartnerschaft
- Ketu in Benin, seit 1997

## Persönlichkeiten
- Baudouin de Champagne (16. Jahrhundert), Seigneur de La Mothe-Achard
- Clément Thibaudeau (1900–1960), Autorennfahrer